# Suutei tsai
Suutei tsai (literalmente "chá com leite") é uma bebida tradicional da Mongólia. O nome suutei tsai, em mongol, significa chá com leite. A bebida também é conhecida como süütei tsai, tsutai tsai, ou chá salgado mongol.

## Preparação
Os ingredientes para fazer suutei tsai são tipicamente água, leite, folhas de chá e sal. Uma receita simples pode pedir um quarto de água um quarto de leite, uma colher de sopa de chá verde e uma colher de chá de sal. Algumas receitas usam chá verde e outras chá preto; algumas chegam a incluir manteiga derretida ou gordura. A quantidade de sal na receita também pode variar. Outra adição comum ao suutei tsai é milhete frito.
A forma de preparar a bebida também pode variar. A maneira tradicional inclui mexê-lo pegando colheres do líquido enquanto ele ferve e o colocando de volta no recipiente, com certa distância; no entanto, atualmente, isso não é muito praticado.
O chá que os mongóis usam para fazer suutei tsai comumente vem de um bloco. O bloco consiste em um chá de baixa qualidade que é feito de caules ou folhas de chá inferiores, e que é comprimido em um bloco que é facilmente armazenável e conservado. Quando necessário, pedaços do bloco são retirados e adicionados ao suutei tsai.

## História
O leite é uma parte muito importante da dieta mongol. O leite consumido no país vem de diversos animais, incluindo vacas, camelos, cavalos, iaques, cabras e ovelhas, apesar do leite de vaca ser o padrão. Uma antiga tradição entre o povo mongol era não beber água pura; isso pode ser resultado de uma crença regional de que água é sagrada.
Durante o século XIII, um monge franciscano, Guilherme de Rubruck, viajou ao Império Mongol para estudá-los. Em seu relato, Rubruck registrou os hábitos de ingestão de água do povo, dizendo que eles eram "extremamente cuidadosos com não beber água pura". Em uma terra desértica onde vinho e suco não eram facilmente acessados, muitos mongóis optavam por beber produtos à base de leite, como suutei tsai ou airag (um tipo de bebida alcoólica bom base em leite de égua fermentado).

## Popularidade
Apesar do chá ser muito querido em seu país de origem, muitos viajantes tem dificuldade em se ajustar ao seu sabor. Isso acontece particularmente pelo fato do chá ser salgado e não doce.
Suutei tsai é uma das bebidas mais comuns na Mongólia, e é frequentemente ingerido junto com refeições diárias. Também é um hábito servi-lo aos visitantes quando chegam, junto a um vasilhame com aperitivos. O chá pode ser bebido puro, com boortsog (biscoito frito) ou com bolinhos.